# Nautilocalyx fasciculatus
Nautilocalyx fasciculatus är en tvåhjärtbladig växtart som beskrevs av L.E. Skog och Julian Alfred Steyermark. Nautilocalyx fasciculatus ingår i släktet Nautilocalyx och familjen Gesneriaceae. Inga underarter finns listade i Catalogue of Life.